# Белый пуховый кролик

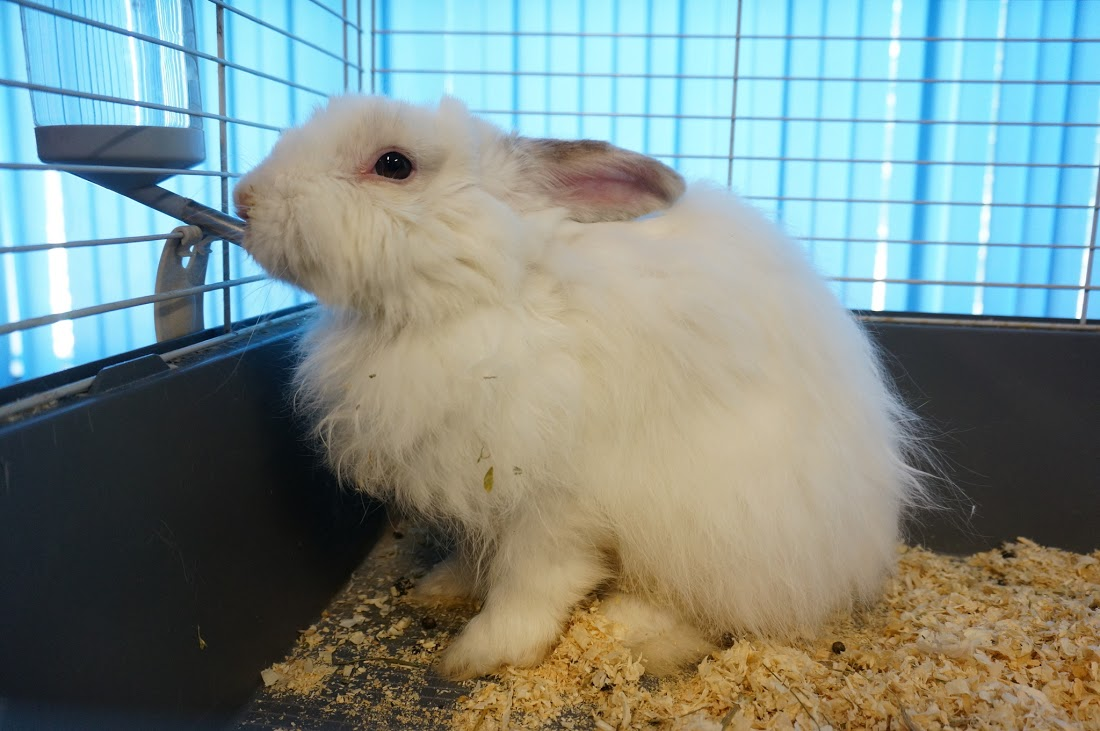
Белый пуховый кролик

Белая пуховая порода кроликов — порода пуховых кроликов советского происхождения.

## История
Работа по выведению советской породы пуховых кроликов велась в зверосовхозах «Солнцевский» в Курской области, «Бирюлинский» в Татарстане, на колхозных фермах Воронежской области, а также на фермах Кировского государственного племенного рассадника кроликов. Как самостоятельная порода утверждена в 1957 году. Наличие нескольких мест селекции привело к тому, что в настоящее время существует два типа породы, отличающиеся между собой по массе и качеству пуха: солнцевско-острогожский (курский) тип и кировский тип.
Курские кролики создавались путём вводного скрещивания ангорской породы и белым великаном, и дальнейшее разведение путём подбора и отбора. Живая масса курских белых пуховых кроликов колеблется от 3 до 5 кг, длина пуха составляет 6-9 см, с незначительной остистостью. Продуктивность 360—420 г пуха в год.
Кировские белые пуховые появились путём поглотительного скрещивания местных малопродуктивных пуховых кроликов с ангорскими и дальнейшим разведением помесей желательного типа «в себе». Отбор и подбор был направлен на закрепление и увеличение производительности пуха, живой массы, укрепление конституции и увеличение жизнеспособности. Они превосходят курских по пуховой продуктивности (до 1 кг пуха от крольчихи с приплодом), но в их шерсти больше остистых волос. Более распространены кролики кировского типа. Дальнейшие характеристики в этой статье относятся именно к нему.
В селекции белых пуховых кроликов используют для улучшения шёрстной продуктивности других пород и получения пуховых кроликов цветных типов.

## Конституция
Белые пуховые кролики обладают крепкой конституцией для своего характера продуктивности: хорошо развит костяк, шарообразное туловище, голова округлая, грудь широкая, без подгрудка, спина округлая, широкая, конечности крепкие, прямые мускулистые. В отличие от ангорских предков уши преимущественно без кисточек.
Вес взрослого кролика составляет около 4-4,5 кг при длине тела около 54 см и обхвате груди за лопатками 34 см.

## Пух
В волосяном пороке белых пуховых содержится до 92—96 % пуховых и 8—14 % остевых волос. Пух отличается лёгкостью и эластичностью. Его длина 5-7 см, у некоторых животных до 14-15 см, толщина 12,4-13,5 мкм. По извитости, толщине и крепости на разрыв пух белых пуховых кроликов не уступает шерсти овец-мериносов, но заметно хуже уровнен по длине (из-за постоянной линьки и разной длины остевых и пуховых волос). Окрас преимущественно белый, но встречаются кролики с голубой, дымчатой и даже чёрной окраской.
Годовая производительность составляет 300—500 грамм, от отдельных кроликов удаётся получить до 760 грамм пуха, а от лучших крольчих с приплодом — до 1 кг. Пух из-за наличия остистых волос может полностью вырасти, не сваливаясь комки, под выросшим пухом образуется новая шерсть, так что после щипки кролики не остаются голыми.

## Разведение
У самцов пуха меньше и он более грубый, поэтому их содержат только для воспроизводства. Самку рекомендуется использовать 5-6 лет, проводя первую случку не ранее чем в восьмимесячном возрасте. Плодовитость крольчих — 7 кроликов за окрол, но молочность у них ниже, чем у мясных пород, поэтому в гнезде оставляют не более 6 крольчат.
Крольчата растут быстро, уже в возрасте полтора-два месяца с них можно собирать первый пух. Живая масса месячных крольчат — 350—450 г, двухмесячных — 1 кг.
Необходим строгий отбор по состоянию здоровья, выбраковка требуется на любой стадии развития, так как количество и качество пуха зависит от состояния здоровья.